# François de la Magdelaine
Pour les articles homonymes, voir La Magdelaine.
François de la Magdelaine, né le 23 août 1543 à Ragny et mort en 1626, marquis de Ragny, bailli d'Auxois, gouverneur du Nivernais, est un capitaine et maréchal de camp français.
Il est nommé chevalier dans l'ordre du Saint-Esprit et marquis de Ragny par Henri IV, en récompense de sa fidélité au roi pendant les guerres de la Ligue.
On peut trouver différentes graphies : Magdelaine, Magdeleine, Madelaine et Madeleine.

## Biographie

### Jeunesse
François de la Magdelaine est le fils de Girard de la Magdelaine, originaire du Charolais. Girard était devenu seigneur de Ragny, dans l'Avallonnais, par son mariage avec Claude de Damas, nièce et riche héritière de Claude de Ragny, mort sans postérité.
François n'a pas un an lorsque son père meurt au siège de Landrecies. Sa mère se remarie en 1558 avec Imbert de La Plâtière, maréchal de Bourdillon et seigneur d'Époisses. C'est sous ses ordres que le jeune François fait ses premières armes. Grâce à la protection de son beau-père, il est nommé page du roi Henri II. À la mort du maréchal de Bourdillon en 1567, il lui succède à la charge de bailli d'Auxois que son père avait jadis occupée.
Il se lie alors avec Humbert, le jeune fils de Philbert de Marcilly, seigneur de Cypierre et gouverneur du futur Charles IX. Tous deux acquièrent une réputation de force et d'adresse dans les tournois. Aux dires d'Agrippa d'Aubigné, Ragny est le plus fort jouteur de son temps.

### Un catholique zélé
Mais l'heure n'est plus aux tournois dans un royaume de France ensanglanté par les guerres de Religion. Le 23 décembre 1572, quelques mois après le massacre de la Saint-Barthélemy, il épouse Catherine de Marcilly-Cypierre, sœur de son ami.
Ragny participe au siège de la Rochelle en 1573, sous les ordres du duc d'Anjou, et en revient grièvement blessé. Catholique zélé mais plus encore fidèle au roi Henri III, il est l'un des plus ardents défenseurs de la cause royale en Bourgogne. En effet, après l'assassinat du duc de Guise en 1588, la France est plus que jamais divisée entre ligueurs et royalistes.

### Au nom du roi
En 1589, à la mort du roi Henri III, il est l'un des premiers à reconnaître la légitimité d'Henri de Navarre à monter sur le trône, contrairement à nombre de seigneurs catholiques. Il est nommé gouverneur de Montréal, place forte, la plus importante de la région après Avallon, dont les habitants et les édiles sont alors favorables à la Ligue, comme d'ailleurs une grande partie de la Bourgogne. En son absence, les ligueurs s'emparent de Montréal, mais son épouse Catherine, dame de Ragny, parvient à entraîner les hommes d'armes et à reprendre la place. Ragny mène alors le siège de Montbard, défendu par le duc de Nemours, frère utérin du duc de Mayenne chef de la Ligue. Mais l'entreprise échoue et les royalistes se retirent.

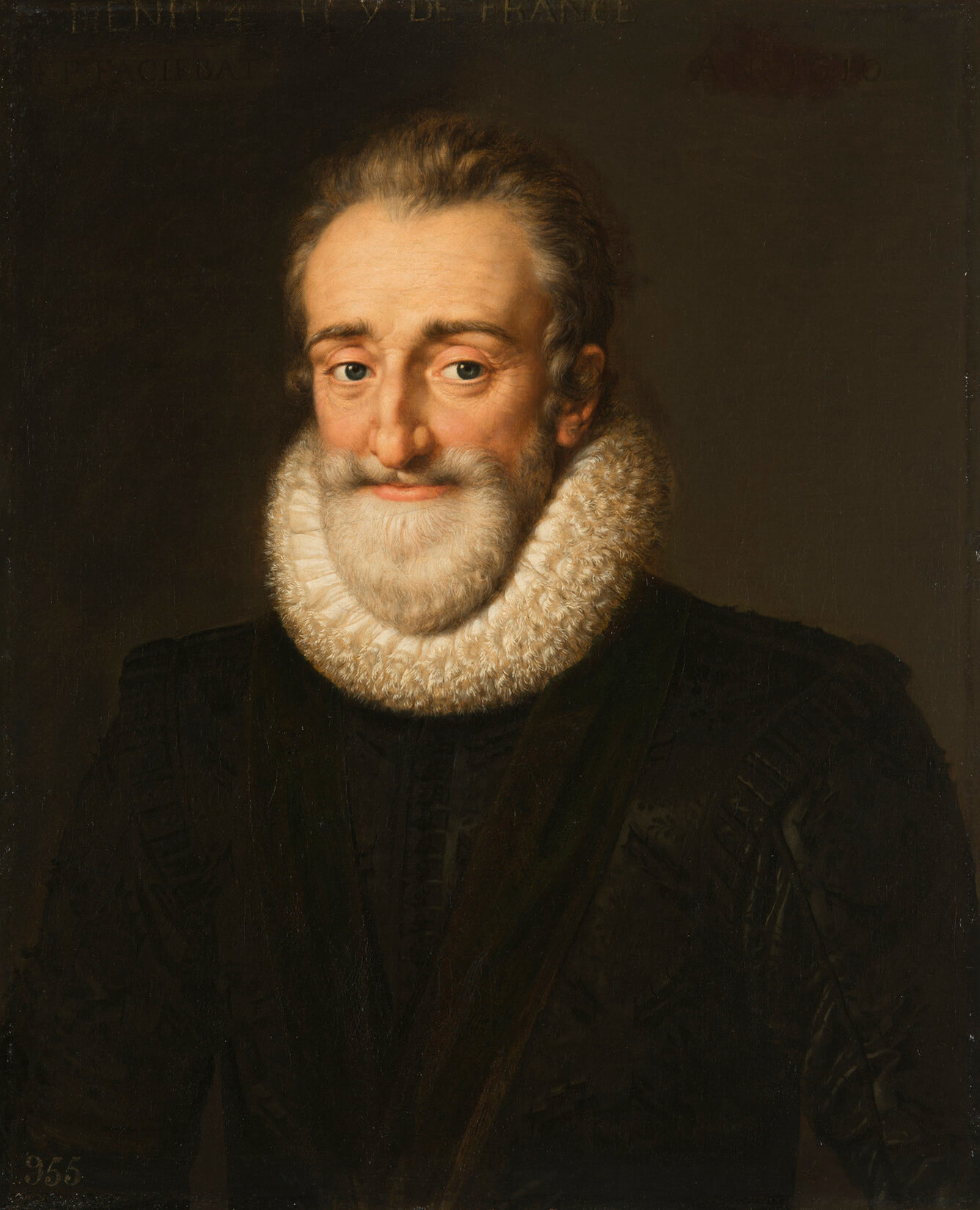
Frans Pourbus le Jeune, Henri IV (1553-1610), roi de France (1610), Royal Collection.

Au cours de l'année 1591, les combats s'intensifient et, au gré des sièges et des coups de main, les places fortes de la région changent plusieurs fois de propriétaires. En août, François de la Magdelaine accueille au château de Ragny les troupes du maréchal d'Aumont et du gouverneur de Tavannes. Avec le renfort des garnisons royalistes de Semur, Flavigny, Saulieu et Montréal, l'armée royaliste assiège les places tenues par les ligueurs. Noyers, château des Condé, est pris et Ragny en est nommé gouverneur. Mais, malgré tous les efforts, Avallon reste aux mains des ligueurs.
En 1592, Ragny est assiégé dans Noyers par Jean de Saulx, frère du gouverneur de Tavannes. Mais ce que le farouche ligueur ne peut faire par la force, Antoine Duprat, baron de Vitteaux, l'obtient par la ruse. Avec son lieutenant Villeferry, il s'introduit par surprise dans Noyers. Il renforce les défenses de la ville et du château, puis confie Noyers à Villeferry et à une garnison importante. François de la Magdelaine tente de reprendre la place, mais il échoue avec de lourdes pertes.
Avallon demeure en 1593 la dernière ville importante de la région à refuser l'autorité d'Henri IV. Ainsi, c'est à Montréal que le siège du bailliage a été transféré. Ragny alterne la méthode forte, la diplomatie et les pressions, ainsi qu'en témoignent les nombreuses lettres signées de sa main et adressées au maire Borrot. Mais la Ligue mène désormais un combat d'arrière-garde, après la conversion du roi au catholicisme en juillet 1593 et son sacre en février 1594 en la cathédrale de Chartres. Enfin, lassés par les comportements de la garnison imposée par les ligueurs, un groupe d'habitants ouvre la porte Auxerroise aux royalistes le 31 mai 1594. La ville est investie sans que les habitants ni la garnison n'aient le temps d'opposer la moindre résistance.
Le 27 décembre 1594, il est reçu par Henri IV dans l'hôtel de Gabrielle d'Estrée, en audience royale. Tandis que le roi se penche pour relever le sire de Ragny et celui de Montigny agenouillés, un jeune homme, Jean Châtel, sort de l'assistance et se jette sur le roi pour lui donner un coup de couteau au visage. Henri IV n'est que blessé à la lèvre. Jean Châtel est écartelé deux jours plus tard.
En 1595, la Ligue perd chaque jour des partisans, mais la paix n'est pour autant pas revenue. Des capitaines, plus brigands que chefs de guerre, tels le baron de Vitteaux, profitent des troubles pour piller la région à leur profit. Avec des renforts venus de Paris, Ragny s'empare du château de Châtel-Gérard qui était en possession du baron de Vitteaux. À Noyers, avec l'aide des habitants de la ville révoltés contre Duprat, il lance un assaut contre le château au cours duquel il est grièvement blessé. Il faudra un siège en règle mené par les troupes royales pour que le baron accepte de capituler, au prix toutefois d'un délai de deux ans et d'une forte indemnité.
Le 7 décembre 1595, en reconnaissance de son dévouement, François de la Magdelaine en nommé chevalier du Saint-Esprit, dans la même promotion que son beau-frère Humbert de Marcilly.
En 1597, le roi mène une campagne difficile contre les Espagnols dans le nord de la France. Pendant les six mois que dure le siège d'Amiens, il doit mobiliser des moyens considérables. Ragny lui fournit alors des hommes et d'importantes sommes d'argent.

### «Mon fidèle Ragny»

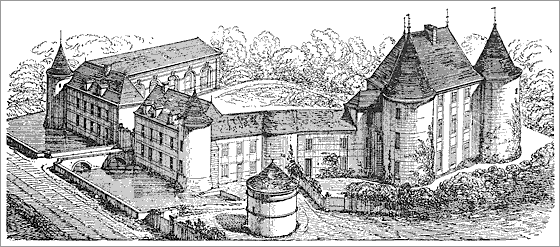
Victor Petit, Le château de Ragny (1870).

En juin, depuis Amiens qu'il vient de reprendre, le roi lui témoigne son estime et sa gratitude par une ordonnance qui érige en marquisat les terres de Ragny, auxquelles il adjoint la châtellenie de Montréal.

« Pour récompenser les fidèles, assidus, grands et importants services que François de la Magdelaine, son amé et féal chevalier, conseiller d'état, bailli d'Auxois, gouverneur et lieutenant général du Nivernais avait rendus aux rois ses prédécesseurs ainsi qu'à Sa Majesté elle-même, sans compter ceux qu'elle comptait encore en recevoir en la conservation de l'État, de l'obéissance duquel il ne s'était jamais départi, mais avait constamment persévéré parmi les tumultes et rébellions les plus débordés qui avaient eu cours pendant les derniers troubles, n'ayant épargné ni soins, ni moyens, pour assister le feu frère de Sa Majesté ès occasions les plus périlleuses auxquelles il avait été employé, il érigeait en nom, titre, dignité et prééminence de marquisat les terres de Ragny, Cisery, Trévilly, Beauvoir, Mont-Réal, Marmeaux […] »

Déjà gouverneur du Nivernais, Ragny reçoit en outre le titre de maréchal de camp, ainsi que la lieutenance de Bresse, de Gex et du Charolais.
L'historien Victor Petit écrivait de lui : « La conduite de La Magdelaine pendant la Ligue et son désintéressement lui valurent l'affection de Henri IV, qui l'appelait toujours son fidèle Ragny. »
Après l'assassinat d'Henri IV, il se retire dans ses terres, et ne fréquente que rarement la cour de Louis XIII. Il conserve ses charges quelque temps, puis s'en démet au profit de son fils ainé, Léonor de la Magdelaine. Jusqu'à sa mort en 1626, il consacre les 16 dernières années de sa vie à transformer et embellir le parc et le château de Ragny.

## Le mausolée

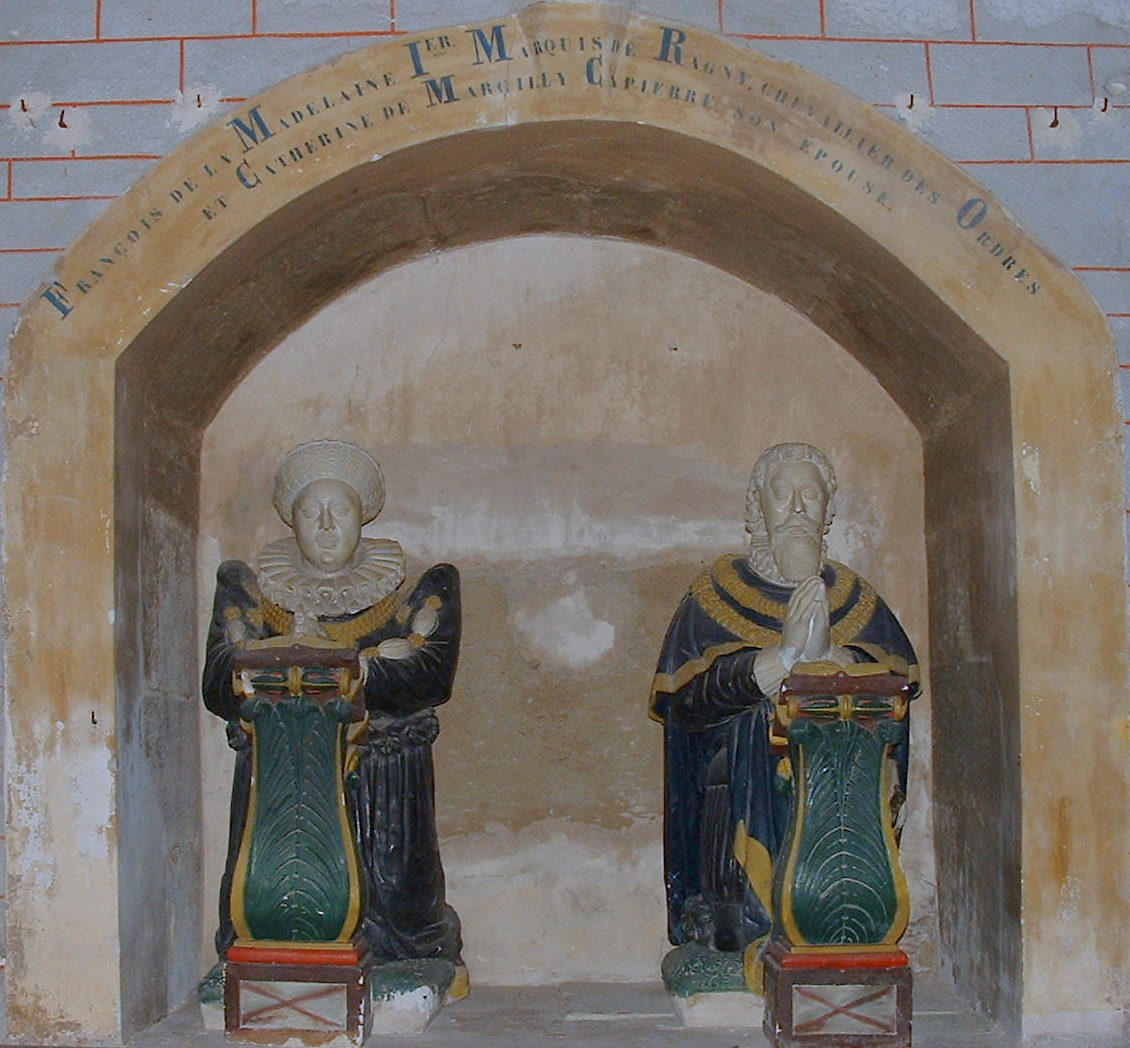
Orants de Catherine de Marcilly-Cypierre et de François de la Madgelaine, église de Savigny-en-Terre-Plaine.

François de la Madgelaine et son épouse, Catherine de Marcilly-Cypierre, sont inhumés dans l'église de Savigny-en-Terre-Plaine. Des statues de pierre polychromes les représentent en orants, dans la chapelle de droite.

## Mariage et descendance
François de la Madgelaine épouse Catherine de Marcilly-Cypierre (fille de Louise d'Halluin) le 23 décembre 1572. Elle lui donne dix enfants :
- Léonor de la Magdelaine, marquis de Ragny (1573-1629),
- Jacques de Ragny,
- Claude de la Magdelaine, évêque d'Autun,
- Anne de la Magdelaine,(1577-1er avril 1657), abbesse de l'abbaye Sainte-Marie de Saint-Jean-le-Grand d'Autun,
- Louise, abbesse de Saint-Julien d'Auxerre,
- Gabrielle, abbesse de Saint-Julien d'Auxerre après sa sœur,
- Jeanne, abbesse de l'Abbaye Notre-Dame du Réconfort de Saizy de 1615 à 1633,
- Françoise, épouse de Jacques de Vienne, comte de Commarin,
- Marguerite, épouse de Louis de la Rivière, puis de François de Rabutin,
- Magdelaine.

## Blasonnement
« Écartelé : au 1 d'hermine, à trois bandes de gueules, celle du milieu chargée de cinq coquilles d'or et les deux autres de trois, qui est de La Magdelaine ; au 2 d'or, à la croix ancrée de gueules, qui est de Damas ; au 3 de gueules, à trois bandes d'argent, qui est de Ragny ; au 4 bandé d'or et d'azur de six pièces, à la bordure de gueules, qui est de Bourgogne ancien ».

Blason de François de la Magdelaine.

- Devise des Magdelaine-Ragny : « Ayez l'amour de la Magdeleine. »